# 고학수
고학수(高鶴洙, 1967년 ~)는 서울대학교 법학전문대학원 교수 출신으로 대한민국의 개인정보 보호위원회 위원장을 지낸 법경제학자이다.

## 생애
1967년생으로, 서울대학교 경제학과에서 학사와 석사를 취득한 뒤 미국 컬럼비아 대학교로 유학하여 1998년에 법무박사, 2001년에 경제학박사를 취득하였다. 이후 Hughes Hubbard & Reed, 법무법인 세종 등 로펌에서 미국 변호사로 활동하였다.
2005년부터는 연세대학교 법과대학 교수로서 법경제학을 강의하였고, 2007년에는 서울대학교 법과대학·법학전문대학원 교수로 임용되었다. 한국법경제학회장, 아시아법경제학회장, 서울대 인공지능정책 이니셔티브 공동디렉터, 한국인공지능법학회장을 역임하는 등 법경제학, 개인정보, 인공지능 분야의 법률 전문가로 알려져 있다.
2022년 10월 7일에 윤석열 대통령에 의해 장관급으로는 제2대 개인정보 보호위원회 위원장으로 임명되었다. 대통령실은 위와 같은 학문적 전문성이 임명 배경이 되었다고 밝혔다.

## 상훈
2011년 한국법경제학회에서 법경제학에 관한 연구 공로로 위공법경제학상을 수상하였다.

## 저술
- 고학수 (2014). 《개인정보 보호의 법과 정책》. 서울: 박영사. 612쪽. ISBN 9791130325965.
- 고학수 (2017). 《개인정보 비식별화 방법론 (서울대학교 법과경제연구센터 연구총서)》. 서울: 박영사. 281쪽. ISBN 8950999013.
- 고학수 (2022). 《AI는 차별을 인간에게서 배운다 (서가명강 시리즈 22)》. 서울: 21세기북스. 268쪽. ISBN 9791130330471.
- 고학수 (2022). 《인공지능 시대의 개인정보 보호법 (SAPI 연구총서 1)》. 서울: 21세기북스. 256쪽. ISBN 8950999013.